# Anton Menge
Anton Menge   (Arnsberg, 15 de febrer de 1808 - Gdańsk, 26 de gener de 1880) va ser un entomòleg i botànic alemany. Va estudiar física, química i història natural a la Universitat de Bonn. Va ser Professor a la Petrischule a Danzig. Menge publicà "Preussische Spinnen" o "Aranyes de Prússia" entre 1866 i 1878. La seva col·lecció d'insectes es troba actualment al Museu d'Història Natural a Gdańsk. Inclou molts fòssils d'insectes conservats en l'ambre del Bàltic.

## Obres
- Catalogus plantarum phanerogamicarum regionis Grudentinensis et Gedanensis. Typis C. G. Böthe, Grudentiae 1839
- Verzeichniss Danziger Spinnen. Danzig 1850
- Preussische Spinnen. Part I.–XI. Schriften der Naturforschenden Gesellschaft in Danzig. Danzig 1866–1878